# Martin G. Wanko

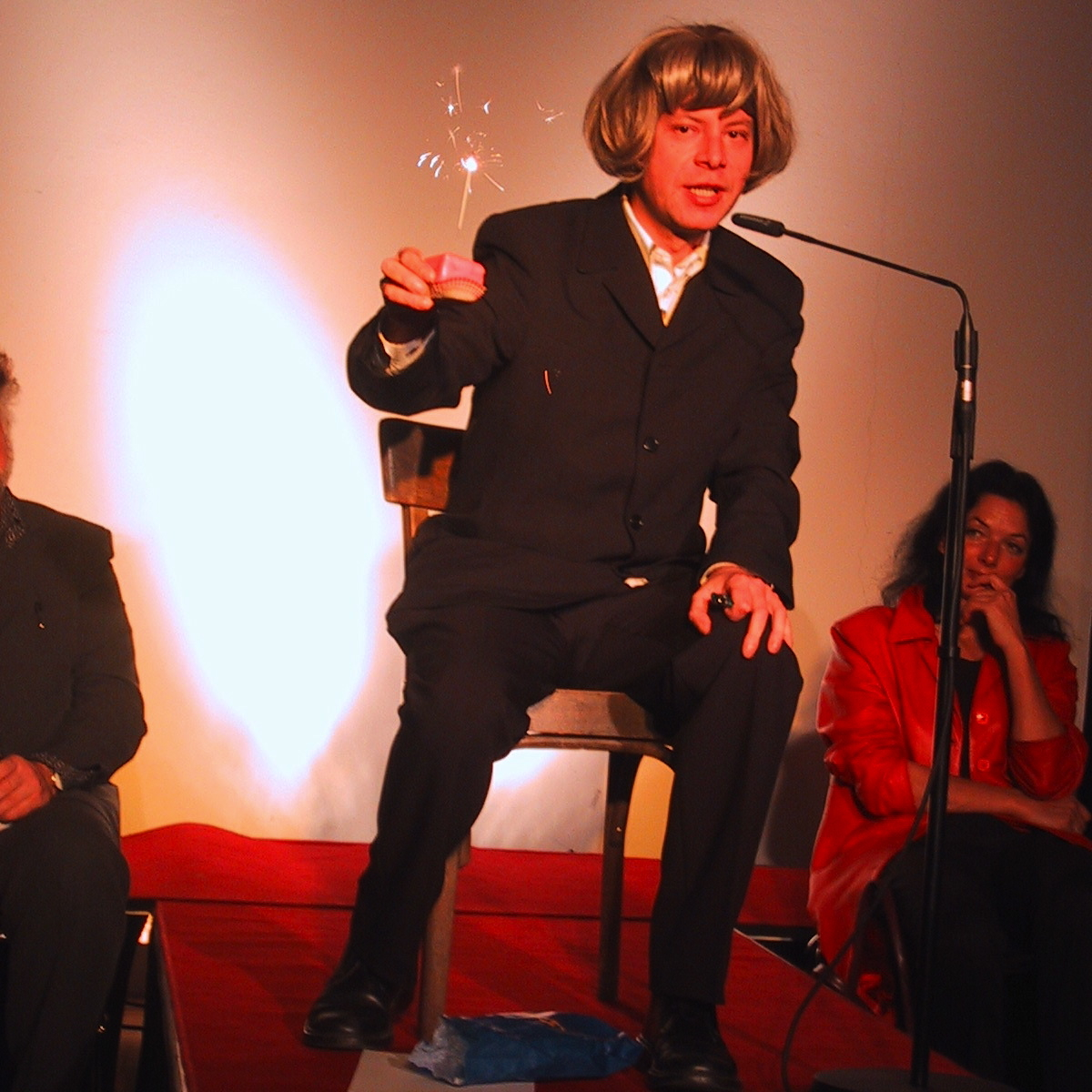
Martin G. Wanko (mit Perücke) bei der GAV Revue im Literaturhaus Graz (2003)

Martin G. Wanko (* 16. Februar 1970 in Graz) ist ein österreichischer Schriftsteller (insbesondere Dramatiker) und Journalist, der nach längeren Aufenthalten in Bregenz und Wien derzeit wieder in Graz lebt. Seit 2001 ist Wanko Regionaldelegierter der Grazer Autorenversammlung. Wanko schreibt die regelmäßig erscheinende Literaturkolumne „Lesbar“ in den Vorarlberger Nachrichten,  Rezensionen für das österreichische Nachrichtenmagazin profil, für die Austria Presse Agentur in der Steiermark, für das österreichische Popmagazin The Gap sowie für das Sportmagazin „Sport Aktiv“.

## Werke

### Theaterstücke (Auswahl)
- Mahlzeit (Uraufführung 1996)
- Starkstrom (UA 1999)
- Lipstick Brachial (1999)
- Who Killed Arnie? (UA 2000)
- Der Schleim (UA 2001)
- Stunde 0 (2002)
- Trainer, König, General. Ein Monolog (UA 2003)
- Hormonie (UA 2007, Theater im Keller, A. Haidacher)
- Die Wüste lebt (UA 2008, Vorarlberger Landestheater R: C. Himmelbauer)
- Familie Penner Familienkomödie in 6 Teilen 2008-2011(Theater im Keller, R: A. Haidacher)
- Dritte Liga (UA 2011 R. W. Halbedl Designmonat Graz.)
- Houseparty, nicht jeder überlebt (UA 2012 R. S. Moser, Das Podium, TTZ/Graz.)
- Der Tag, an dem der Euro starb (UA 2012 R. W. Halbedl Designmonat, Graz)
- Romeo & Julia 2.0 (R. S. Moser, Das Podium, TTZ/Graz)
- Paarungsspiele B. Sracnik Theater im Keller, Graz (2014)
- Die Shit Bauern P. Faßhuber Theaterzentrum Oberzeiring (2017)
- Friedrich Schiller, ein Lustspiel, A. Haidacher, Theater im Keller, Graz. (2017)
- Samys Abenteuer, Theater im Keller, A. Haidacher, Graz. (2019)
- Die Vertriebenen. Theater im Keller, A. Haidacher, Graz. (2020)

### (Einzel-)Publikationen
- Mahlzeit. gemeinsam mit Jörg Vogeltanz, Sterz Verlag 1996.
- Lipstick Brachial. Starkstrom. Zwei Stücke. edition selene 1999, ISBN 3-85266-110-2.
- Ken, a crime story. Roman. Edition kürbis 2002, ISBN 978-3-900965-23-5.
- Stücke. (enthält Trainer, König, General und Stunde 0, mit begleitenden Texten von Thomas Ballhausen, Ernst M. Binder, Günter Eichberger, Gerhard Jaschke, Hubsi Kramar. = Heft Nr. 122 (4/2002) der Literaturzeitschrift Freibord)
- Seelendschungel. Ein Erich Glamser Roman. Edition kürbis 2006, ISBN 978-3-900965-28-0.
- Die Wüste lebt! – Ein Monolog in 18 Szenen – ein 18 Loch-Golfkurs plus die Satire: Der Tag, an dem Niki Lauda starb. Edition Keiper, Graz 2008, ISBN 978-3-9502516-0-9.
- Bregenzer Blutspiele. Ein Erich Glamser Roman. Edition Keiper, Graz 2008, ISBN 978-3-9502516-3-0.
- Himmel, ist das alles schön. Gemeinschaftsroman mit Christof Huemer. Edition Keiper, Graz 2012, ISBN 978-3-9503337-8-7.
- Eisenhagel. Der Krampuslauf. Ein Steiermark-Krimi. Edition Keiper, Graz 2020, ISBN 978-3-903322-17-2.
- Eisenhagel 2. Die Krah. Ein Steiermark-Krimi. Edition Keiper, Graz 2022, ISBN 978-3-903322-67-7.
- Eisenhagel 3. Aus jetzt! Ein Steiermark-Krimi. Edition Keiper, Graz 2024, ISBN 978-3-903575-25-7.

### Hörspiele
- Jetzt kommt Fred! (2004) ORF
- Hormonie (2007) ORF
- Die Kisten des Wolfgang Bauer (2010) ORF
- Böse Samen (2018) ORF

### Sonstiges
2008: Artist in Residence (Theater im Keller (TIK) Graz)